# Lautoka
Lautoka là thành phố lớn thứ hai tại Fiji. Thành phố nằm ở phía tây của đảo Viti Levu, 24 km về phía bắc của Nadi, và có cảng lớn thứ hai tại Fiji, sau thủ đô Suva. Thành phố nằm ở trung tâm của vùng phát triển cây mía đường tại Fiji và vì vậy được gọi là Thành phố Đường. Thành phố có diện tích 16 km², và dân số là 52,220 theo thống kê năm 2007.

## Hoạt động kinh tế
Lautoka có một vành đai các cánh đồng mía ở xung quanh. Nhà mày đường Lautoka là chủ sử dụng lao động lớn nhất thành phố. Nhà máy này được xây từ thời thuộc địa và đã tuyển những người lao động đến từ Ấn Độ và Quần đảo Solomon từ 1899 đến 1903, và nay cung cấp 1.300 việc làm. Các ngành công nghiệp khác bao gồm phay gỗ, may mặc, chưng cất, nhà máy bia, đồ trang sức, pha trộn, xưởng luyện thép, ngư nghiệp, trại giống, sơn và xây dựng.

## Người nổi tiếng
- Rishi Shankar, một luật sư người Ấn-Fiji được bầu vào Hạ viện Fiji năm 1987.
- Waqa Blake, cầu thủ bóng bầu dục Úc-Fiji, thi đấu tại Penrith Panthers
- Nathan Hughes, cầu thủ bóng bầu dục
- Vijay Singh, tay golf PGA